# Colpo di stato (film 1987)
Colpo di stato è un film del 1987, diretto da Fabrizio De Angelis.